# Sint-Laurentiuskerk (Meeswijk)
De Sint-Laurentiuskerk is de parochiekerk van Meeswijk, gelegen aan het Kerkplein.
De classicistische zaalkerk werd gebouwd in 1788, en in 1867 werd de westpartij met toren aangebracht in neoclassicistische stijl. In 1906 werd een restauratie uitgevoerd.
In de kerk zijn diverse kunstwerken, zoals een 16e-eeuws triomfkruis in gepolychromeerd hout. Verder een Christusbeeld uit omstreeks 1700; en een drieluik voorstellende Christus en Onze-Lieve-Vrouw, Sint-Jozef, en Maria Magdalena uit de 16e-17e eeuw. Ook uit de 17e eeuw stamt een reliekhouder die bekroond wordt door een pelikaan. Uit de 2e helft van de 18e eeuw stamt een Sint-Laurentiusbeeld en een schilderij, voorstellende de Vlucht naar Egypte.
De eiken preekstoel is uit 1729. Van omstreeks dezelfde tijd is een biechtstoel en het doksaal. De orgelkast is uit het begin van de 19e eeuw, en het altaar is 19e-eeuws in neobarokke stijl.

## Galerij

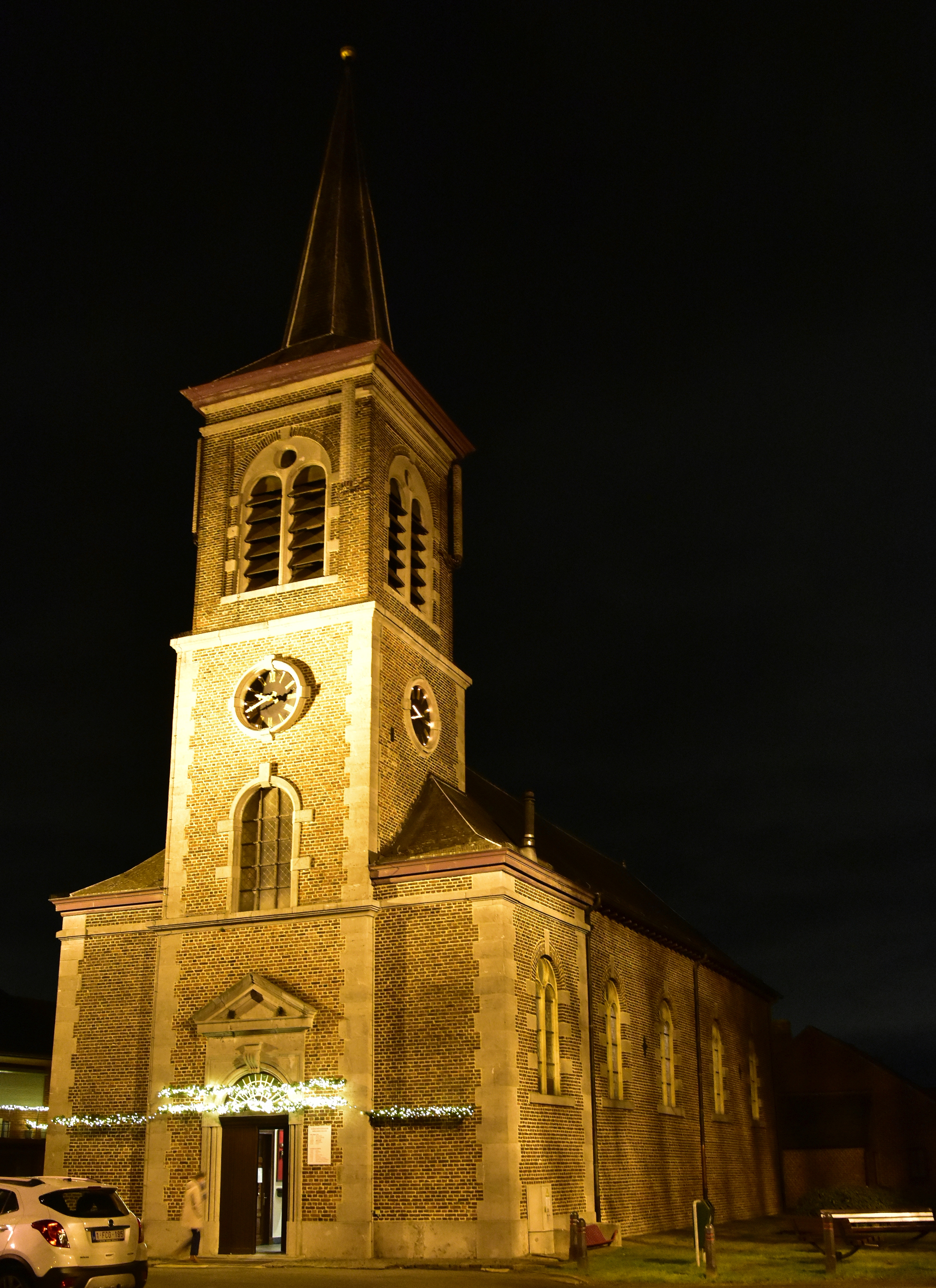
De verlichte kerk
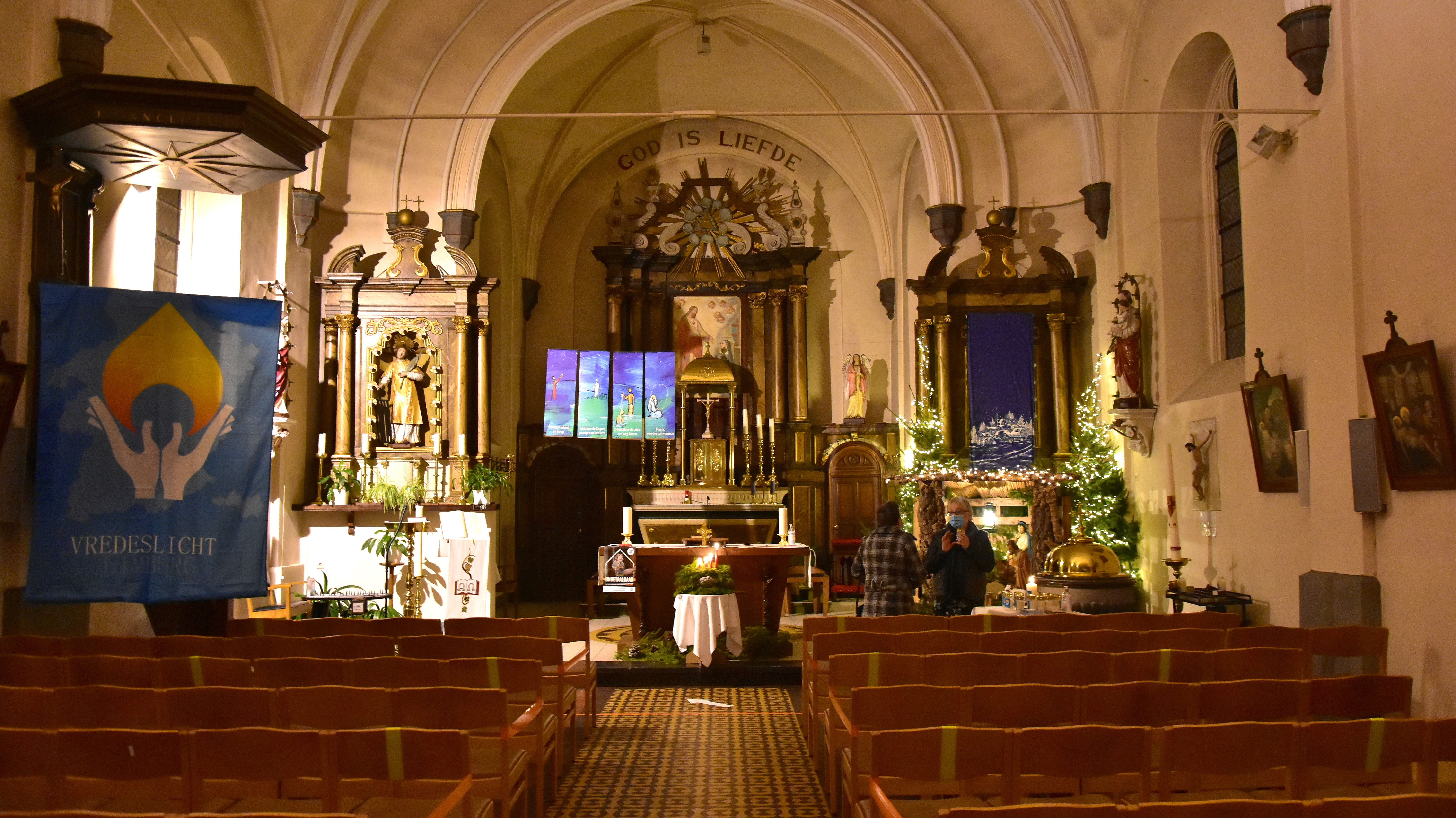
Kerkschip en hoogaltaar
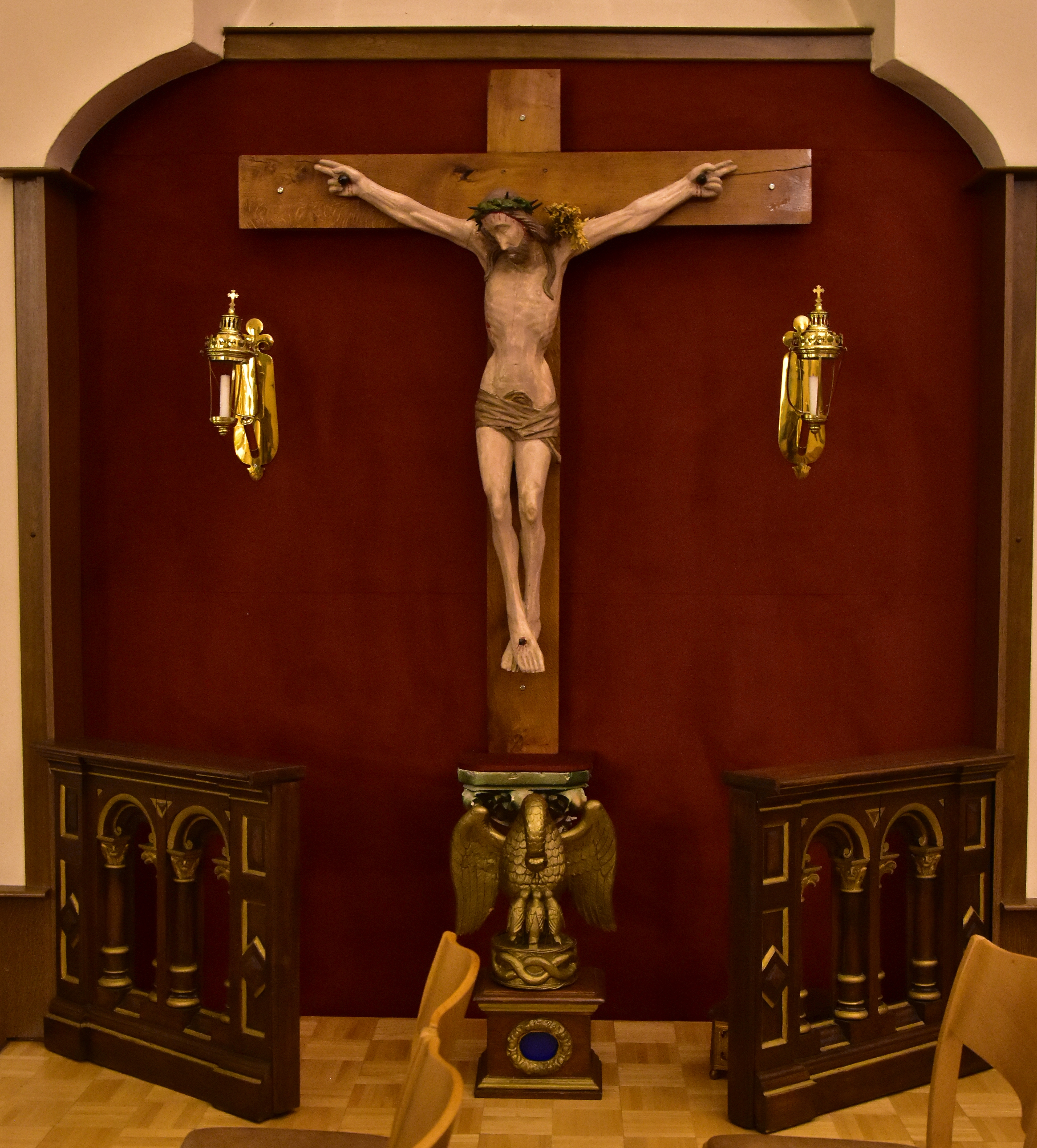
Het triomfkruis
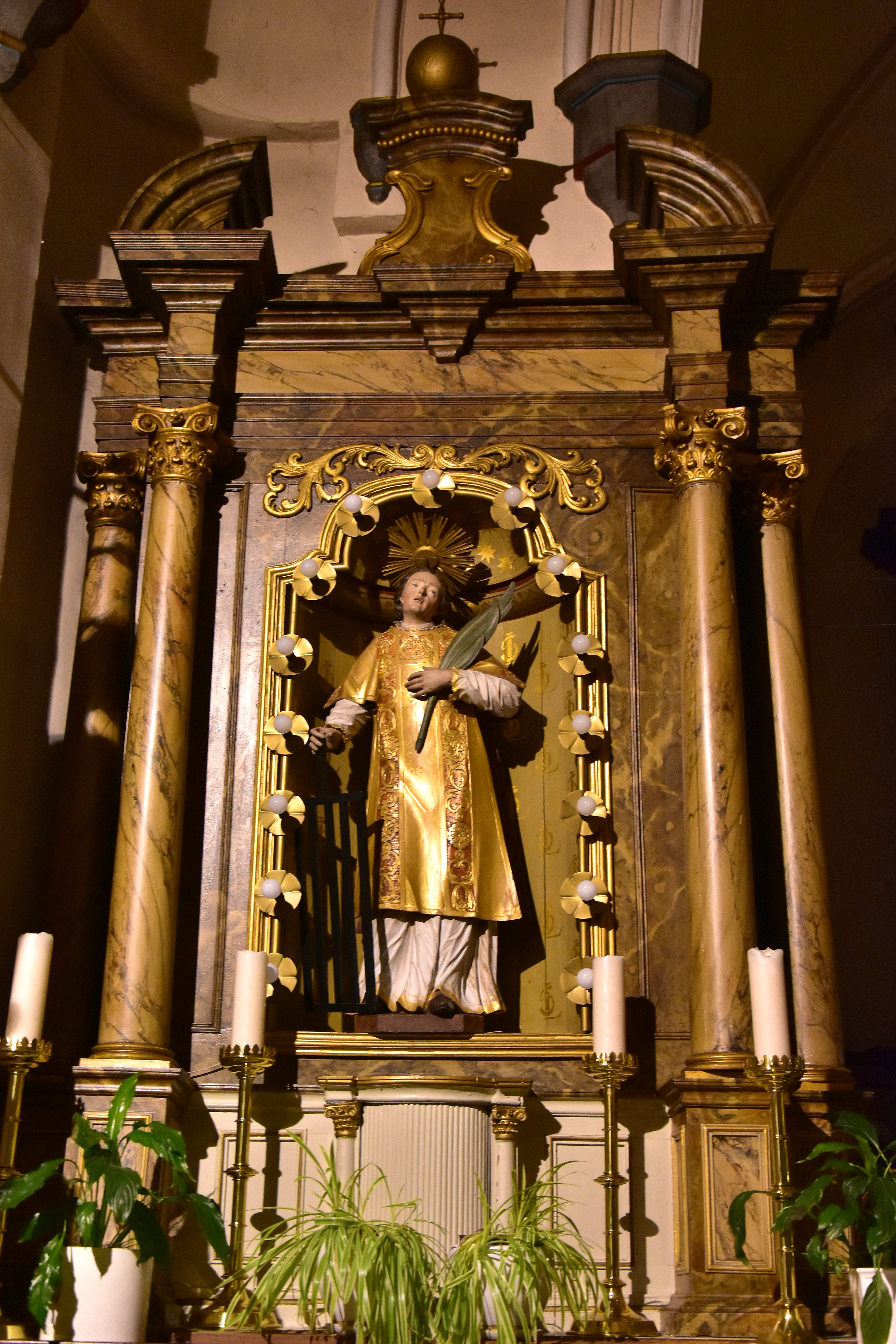
Sint-Laurentius
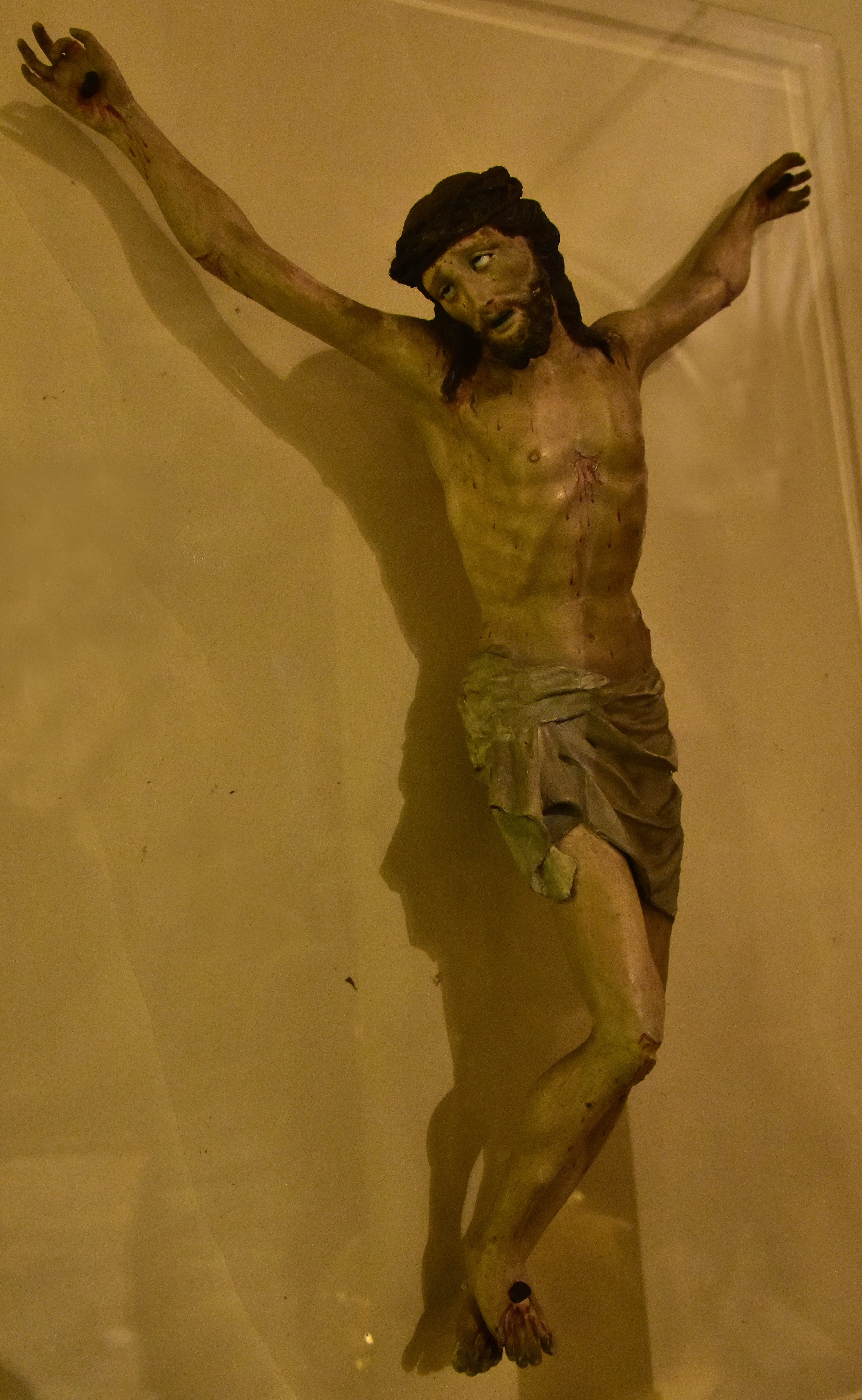
18e-eeuws Christusbeeld